# Rio Saliceto
Rio Saliceto (bis 1864 einfach Rio) ist eine italienische Gemeinde (comune)  in der Provinz Reggio Emilia in der Emilia-Romagna.

## Lage und Einwohner
Die Gemeinde liegt etwa 18 Kilometer nordöstlich von Reggio nell’Emilia und etwa 21 Kilometer nordwestlich von Modena und hat 6050 Einwohner. (Stand 31. Dezember 2023)

## Geschichte
Der Ort wird erstmals urkundlich im Jahre 772 erwähnt.

## Einzelnachweise

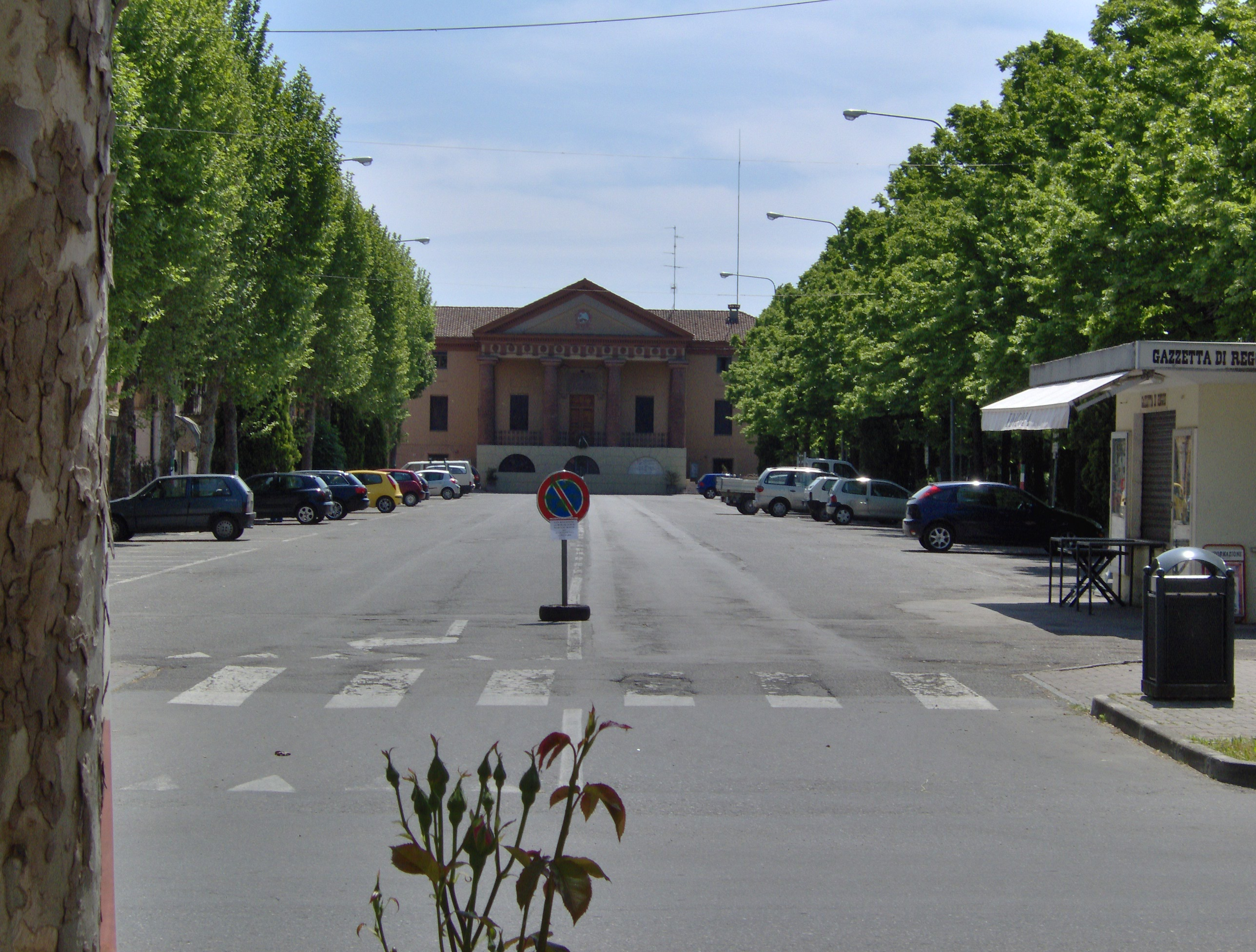
Gemeindeverwaltung in Rio Saliceto